# مری جین شگفت‌انگیز
مری جین شگفت‌انگیز (به انگلیسی: The Amazing Mary Jane) یک کامیک بوک در سال ۲۰۱۹ است که توسط مارول کامیکس منتشر شده‌است، و در آن مری جین واتسون نقش اصلی را برعهده دارد. این کامیک توسط لیا ویلیامز نوشته و توسط کارلوس گومز کشیده شده‌است.